# Satoshi Tsunami
Satoshi Tsunami (n. 14 august 1961) este un fost fotbalist japonez.

## Statistici
| Japonia | Japonia | Japonia |
| An      | Meciuri | Goluri  |
| ------- | ------- | ------- |
| 1980    | 3       | 0       |
| 1981    | 7       | 0       |
| 1982    | 8       | 0       |
| 1983    | 10      | 0       |
| 1984    | 5       | 0       |
| 1985    | 7       | 0       |
| 1986    | 5       | 2       |
| 1987    | 10      | 0       |
| 1988    | 0       | 0       |
| 1989    | 0       | 0       |
| 1990    | 0       | 0       |
| 1991    | 0       | 0       |
| 1992    | 10      | 0       |
| 1993    | 10      | 0       |
| 1994    | 0       | 0       |
| 1995    | 3       | 0       |
| Total   | 78      | 2       |